# Anisopodus macropus
Anisopodus macropus là một loài bọ cánh cứng trong họ Cerambycidae.